# Saint Célidoine
Saint Célidoine ou Chélidoine (mort en 451), est un évêque de Besançon (445-446). 

## Biographie
Déposé par Saint Hilaire, évêque d'Arles, celui-ci jugeant sa fonction incompatible avec le fait d'avoir épousé une veuve, il a recours au pape Saint Léon qui le rétablit. 
Il aurait été massacré lors du siège de Besançon par Attila en 451. 